# Ingeborg Hansen
Ingeborg Cathrine Hansen, född 17 februari 1886 i Köpenhamn, död 5 augusti 1954 i Vedbæk, var en dansk advokat, feminist och socialdemokratisk politiker. Hon var ledamot av Landstinget 1936–1953. Hon var Landstingets talman 1950–1951 och 1952–1953 och var därmed världens första kvinnliga parlamentsordförande.

## Biografi
Ingeborg Hansen växte upp i ett konservativt hem och var sjätte barnet i en syskonskara på åtta. Fadern, Anders Hansen (1838–1911) var ölhandlare och modern var Christiane Nielsen (1850–1927). Ingeborg Hansen tog förberedelseexamen 1902 och arbetade sedan på en advokatbyrå. Hon bestämde sig för att utbilda sig till jurist, tog studentexamen 1912 och studerade sedan juridik vid Köpenhamns universitet. Hon arbetade vid sidan om studierna, men fick göra uppehåll under ett halvår då hon drabbades av tuberkulos. Hon tog examen 1919 och blev licensierad advokat 1922. 1924 blev hon Danmarks första landsretssagfører, det vill säga advokat, vid Landsretten. Hon drev även en egen advokatbyrå.
Hansen gick med i Socialdemokratiet 1929 och höll därefter flera föredrag av juridisk art för partiets räkning. Hon ställde upp som kandidat till första kammaren, Landstinget, 1932 och blev invald 1936. Detta mandat innehade hon till Landstingets upplösning 1953. Hon satt bl.a. i författningskommittén och i finansutskottet (varav som ordförande 1948–1950) och var partiets talesperson i skattepolitiska frågor. Från 1936 ingick hon i den danska riksrätten. Hon var även ledamot i ”Svangerskabskommissionen” (1932–1936), som skulle utreda möjligheterna för utökad rätt till abort. Hon var en förespråkare för att abort skulle kunna genomföras på grund av sociala orsaker, som fattigdom. Detta fanns det dock inget flertal för i Rigsdagen under hennes mandatperiod. Hon var för övrigt emot ett återinförande av dödsstraff under det danska ”retsopgøret” 1945 och för en fullständig jämställdhet mellan könen i den danska tronföljden.
Hansen utnämndes till talman för Landstinget 1950 som efterträdare för K.K. Steincke och blev därmed världens första kvinnliga parlamentariska talesperson. Hon lämnade uppdraget 1951 då Steincke återtog uppdraget, men återfick det igen 1952. Hon blev således Landstingets sista talman, då Danmark införde ett enkammarsystem genom en grundlagsändring 1953. Hansen gav sitt stöd till denna reform. Hennes parlamentariska karriär var över och hon blev ordförande av Nationalforeningen til Tuberkulosens Bekæmpelse och ledamot i Europarådets juridiska utskott, som hade till uppdrag att delta i utformningen av Europakonventionen.
Hansen var även aktiv i Dansk Kvindesamfund (DK). Hon var ordförande av DK:s Köpenhamnsavdelning (1921–1923) ledamot i riksstyrelsen (1924–1926). Hon var även styrelseledamot i Kvindelig Læseforening (1922–1927), Kvindelige Akademikere (1928–1946) och International Woman Suffrage Alliance (1929–1939).